# Terry Harrison
Terry Harrison (* 24. Oktober 1955 in Enfield, Middlesex, England) ist ein britischer Paläoanthropologe und seit 1984 Professor an der New York University.

## Forschung
Terry Harrison studierte ab 1975 am University College London, wo er 1978 den Bachelor-Grad im Fach Anthropologie und 1982 den Doktor-Titel mit einer Studie über „Small-bodied apes from the Miocene of East Africa“ erwarb. Ebenfalls 1982 erwarb er die Befähigung zur Ausübung des Lehramtes, woraufhin er von 1982 bis 1984 als Biologie-Lehrer an der Latymer School in Lower Edmonton, einem nördlichen Randbezirk von Greater London unterrichtete.
1984 wurde Harrison als Wissenschaftlicher Assistent an das Institut für Anthropologie der New York University berufen. 1990 erhielt er eine Stelle als Außerordentlicher Professor; seit 1995 ist er ordentlicher Professor. Seit 2003 ist er zugleich Direktor am Center for the Study of Human Origins der New York University.
Terry Harrison ist Spezialist für die Morphologie und die Paläoökologie der miozänen und pliozänen Primaten. Seit 1998 leitet er Ausgrabungen im Gebiet von Laetoli, Tansania, wo er – erstmals an dieser Fundstelle – auch fossile Knochen aus der Körperregion unterhalb des Kopfes der Vormenschen-Art Australopithecus afarensis entdeckte. Ebenfalls barg er die ersten in Tansania entdeckten Fossilien von Paranthropus aethiopicus. Harrison erforscht ferner u. a. die Überreste von Proconsul und – in Zusammenarbeit mit chinesischen Kollegen – die Fossilien von Lufengpithecus, einem rund 3 Millionen Jahre alten entfernten Verwandten der Orang-Utans. Mit Peter Andrews verfasste er die Erstbeschreibung von Proconsul meswae.

## Ehrungen
Die Typusart der Gattung Lomorupithecus, Lomorupithecus harrisoni, wurde nach ihm benannt.

## Schriften (Auswahl)
- als Herausgeber: Neogene Paleontology of the Manonga Valley, Tanzania: A Window into East African Evolutionary History. Plenum Press, New York 1997, ISBN 978-0-30645471-4.
- als Mitautor: On the systematic status of the late Neogene hominoids from Yunnan Province, China. In: Journal of Human Evolution. Band 43, 2002, S. 207–227, doi:10.1006/jhev.2002.0570.
- als Herausgeber mit Katerina Harvati: Neanderthals Revisited: New Approaches and Perspectives. Springer, Dordrecht 2006, ISBN 978-1-40205120-3.
- mit Peter Andrews: The anatomy and systematic position of the early Miocene proconsulid from Meswa Bridge, Kenya. In: Journal of Human Evolution. Band 56, Nr. 5, 2009, S. 479–496, doi:10.1016/j.jhevol.2009.02.005.
- Apes Among the Tangled Branches of Human Origins. In: Science. Band 327, 2010, S. 532–534, doi:10.1126/science.1184703, Volltext (PDF; 425 kB). (Memento vom 23. Februar 2014 im Internet Archive)

## Belege
1. ↑  Kurzbiographie: Terry Harrison. Auf: nyu.edu, eingesehen am 7. Februar 2022.

| Personendaten    | Personendaten                |
| ---------------- | ---------------------------- |
| NAME             | Harrison, Terry              |
| KURZBESCHREIBUNG | britischer Paläoanthropologe |
| GEBURTSDATUM     | 24. Oktober 1955             |
| GEBURTSORT       | Enfield, Middlesex, England  |